# Паулу Футре
Паулу Футре (порт. Paulo Futre, нар. 28 лютого 1966, Монтіжу, Португалія) — португальський футболіст, що грав на позиції нападника. По завершенні ігрової кар'єри — спортивний функціонер.

## Клубна кар'єра
Вихованець футбольної школи лісабонського «Спортінга». Дорослу футбольну кар'єру розпочав 1983 року в основній команді того ж клубу, в якій провів один сезон, взявши участь у 21 матчі чемпіонату. 
Протягом 1984—1987 років захищав кольори команди клубу «Порту». За цей час двічі виборював титул чемпіона Португалії, ставав володарем Кубка чемпіонів УЄФА. У 1986 і 1987 роках визнавався найкращим футболістом португальської футбольної першості.
Своєю грою за останню команду привернув увагу представників тренерського штабу мадридського «Атлетіко», до складу якого приєднався 1987 року. Відіграв за мадридський клуб наступні шість сезонів своєї ігрової кар'єри. За цей час додав до переліку своїх трофеїв два титули володаря Кубка Іспанії з футболу.
Згодом з 1993 по 1998 рік грав у складі команд клубів «Бенфіка», «Марсель», «Реджяна», «Мілан», «Вест Гем Юнайтед» та «Атлетіко». Протягом цих років додав до переліку своїх трофеїв титул чемпіона Італії.
Завершив професійну ігрову кар'єру в японському «Йокогама Флюгелс», за команду якого виступав протягом сезону 1998.

## Виступи за збірну
1983 року дебютував в офіційних матчах у складі національної збірної Португалії. Протягом кар'єри у національній команді, яка тривала 13 років, провів у формі головної команди країни 41 матч, забивши 6 голів.
У складі збірної був учасником чемпіонату світу 1986 року у Мексиці.

## Титули і досягнення

### Командні
«Порту»
- Чемпіон Португалії: 1984-1985, 1985-1986
- Володар Суперкубка Португалії: 1984, 1986
- Володар Кубка європейських чемпіонів: 1986-1987

«Атлетіко»
- Володар Кубка Іспанії з футболу: 1990-1991, 1991-1992

«Бенфіка»
- Володар Кубка Португалії: 1993

«Мілан»
- Чемпіон Італії: 1995-1996

### Особисті
- Футболіст року в Португалії: 1986, 1987